# Tromsdalen Fotball
Il Tromsdalen Fotball è una società calcistica norvegese con sede a Tromsdalen, quartiere della città di Tromsø. Milita nella 2. divisjon, terza divisione del campionato norvegese.

## Storia
La divisione maschile del club fu promossa nella 1. divisjon nel 2003, ma fu retrocessa al termine della stagione. Tornò in questa divisione nel 2005, raggiungendo la salvezza. Dopo un inizio negativo nel 2006, il Tromsdalen occupò le posizioni più basse della classifica per tutto il campionato, evitando di retrocedere solo grazie ad un grande finale di stagione. Nel 2007, però, non riuscì a ripetere l'impresa. Fu promosso nuovamente nel 2008, ma retrocesse nel 2010. Nel 2011, riconquistò la promozione.

## Palmarès

### Competizioni nazionali
- 2. divisjon: 6

2003 (gruppo 4), 2005 (gruppo 4), 2008 (gruppo 4), 2011 (gruppo 4), 2013 (gruppo 4), 2016 (gruppo 1)

### Altri piazzamenti
- 2. divisjon:

Secondo posto: 2015 (gruppo 1), 2024 (gruppo 2)

## Rosa
Aggiornata al 27 febbraio 2018.
| N. |                     | Ruolo | Calciatore          |
| -- | ------------------- | ----- | ------------------- |
| 1  | Norvegia (bandiera) | P     | Adrian Mikkelsen    |
| 2  | Norvegia (bandiera) | D     | Steffen Pedersen    |
| 3  | Norvegia (bandiera) | D     | Anders Jenssen      |
| 4  | Norvegia (bandiera) | C     | Lars-Gunnar Johnsen |
| 5  | Norvegia (bandiera) | D     | Tobias Vibe         |
| 6  | Norvegia (bandiera) | C     | Elias Skogvoll      |
| 7  | Norvegia (bandiera) | A     | Håkon Kjæve         |
| 8  | Norvegia (bandiera) | C     | Tor Martin Mienna   |
| 9  | Norvegia (bandiera) | A     | Sebastian Jensen    |
| 10 | Norvegia (bandiera) | A     | Vegard Lysvoll      |
| 11 | Norvegia (bandiera) | C     | Håvard Lysvoll      |
| 12 | Norvegia (bandiera) | P     | Teodor Nilsen       |

| N. |                     | Ruolo | Calciatore             |
| -- | ------------------- | ----- | ---------------------- |
| 13 | Norvegia (bandiera) | D     | Jo Nymo Matland        |
| 15 | Norvegia (bandiera) | D     | Kristoffer Hay         |
| 16 | Norvegia (bandiera) | D     | Simon Laugsand         |
| 17 | Norvegia (bandiera) | D     | Martin Albertsen       |
| 19 | Norvegia (bandiera) | C     | Anders Karlsen         |
| 20 | Somalia (bandiera)  | A     | Mohammed Ahamed        |
| 21 | Norvegia (bandiera) | C     | Mathias Dahl Abelsen   |
| 22 | Norvegia (bandiera) | A     | Christer Johnsgård     |
| 71 | Norvegia (bandiera) | C     | Lars Henrik Andreassen |
| –– | Norvegia (bandiera) | P     | Marius Berntzen        |
| –– | Norvegia (bandiera) | C     | Andreas Løvland        |

## Rose storiche
- 2007